# Паллотта, Антонио
Антонио Паллотта (итал. Antonio Pallotta; 23 февраля 1770, Кальдарола, Папская область — 19 июля 1834, Мачерата, Папская область) — итальянский куриальный кардинал. Генеральный аудитор дел Апостольской Палаты с 9 марта 1816 года по 10 марта 1823 года. Префект Верховного трибунала апостольской сигнатуры милости с 19 июля 1833 года по 19 июля 1834 года. Кардинал-священник с 10 марта 1823 года, с титулом церкви Сан-Сильвестро-ин-Капите с 16 мая 1823 года по 19 июля 1834 года.